# Solanum bauerianum
Solanum bauerianum — вимерлий вид рослин родини пасльонових. Він був ендемічним для островів Лорд-Гав і Норфолк. В'язничний художник Джон Дуді намалював цей вид близько 1792 року і зазначив, що це буде чудове придбання для оранжерей в Англії. Фердинанд Бауер зібрав типовий зразок у 1804 році. Востаннє цей вид був зібраний на острові Норфолк у 1830 році Алланом Каннінгемом. Населяв прибережні зони біля моря.

## Морфологічна характеристика
Це був м'якодеревний кущ чи невелике дерево до ≈ 3 метрів заввишки, голий і без колючок. Листки чергові чи іноді парні, неоднакові; листкова пластинка ланцетно-еліптична 6–13 × 2.5–6 см, цільна чи неправильно і грубо зубчасто-хвиляста; верхівка від гострої до загостреної, з тупим кінчиком. Суцвіття верхівкові чи пазушні, волотеподібні, багатоквіткові. Чашечка 1.5–2 мм завдовжки; частки короткі і широкі, загострені. Віночок зірчастий, 1.5–1.75 мм у діаметрі, білий. Ягода куляста, ≈ 6 мм у діаметрі, яскраво-червона чи червона.

## Вимирання
Вважається, що втрата середовища проживання та вплив свиней, кіз, кроликів, пацюків сприяли вимиранню цього виду на островах Норфолк і Лорд-Хау. Кілька цілеспрямованих пошуків протягом останніх 30–40 років не змогли знайти вид в його останньому відомому місці (острів Лорд Хоу).